# المحكمة العليا (اليمن)
المحكمة العليا هي أعلى هيئة قضائية في اليمن، ويحدد القانون كيفية تشكيلها ويبين اختصاصاتها والإجراءات التي تتبع أمامها.

## الاختصاصات
تمارس على وجه الخصوص في مجال القضاء ما يلي:
1. الفصل في الدعاوى والدفوع المتعلقة بعدم دستورية القوانين واللوائح والأنظمة والقرارات.
2. الفصل في تنازع الاختصاص بين جهات القضاء.
3. التحقيق وإبداء الرأي في صحة الطعون المحالة إليها من مجلس النواب المتعلقة بصحة عضوية أي من أعضائه.
4. الفصل في الطعون في الأحكام النهائية وذلك في القضايا المدنية والتجارية والجنائية والأحوال الشخصية والمنازعات الإدارية والدعاوى التأديبية وفقا للقانون.
5. محاكمة رئيس الجمهورية ونائب الرئيس ورئيس الوزراء والوزراء ونوابهم وفقاً للقانون.

جلسات المحاكم علنية إلا إذا قررت المحكمة جعلها سرية مراعاة للنظام العام والآداب وفي جميع الأحوال يكون النطق بالحكم في جلسة علنية.
وقد تضمن دستور اليمن في المادة (128) منه الأحكام المتعلقة بجريمة الخيانة العظمى أو بخرق الدستور أو بأي عمل يمس استقلال وسيادة البلاد، كما نص الدستور في المادة (139) منه على حق رئيس الجمهورية ومجلس النواب في إحالة رئيس الوزراء أو نوابه والوزراء ونوابهم إلى التحقيق والمحاكمة عما يقع منهم من جرائم أثناء تأدية أعمال وظائفهم أو بسببها.

## المهام
1. الرقابة على دستورية القوانين واللوائح والأنظمة والقرارات.
2. الفصل في تنازع الاختصاص بين جهات القضاء.
3. الفصل في الطعون الانتخابية.
4. الفصل في الطعون والأحكام النهائية المكتسبة للدرجة القطعية في المواد المدنية والتجارية والجنائية والأحوال الشخصية والمنازعات الإدارية والدعاوى التأديبية.
5. الرقابة القضائية على جميع المحاكم في الجمهورية.
6. الفصل بطريقة الطعن بالنقض في الأحكام النهائية في الجرائم العسكرية.
7. محاكمات شاغلي وظائف السلطة العليا.

## مهام رئيس المحكمة العليا
يتولى رئيس المحكمة العليا المهام التالية:
1. ‌تسيير المحكمة العليا وإدارة شئونها التنظيمية والإدارية والمالية وتنظيم العمل فيها.
2. ‌الإشراف التنظيمي على سير العمل في دوائر المحكمة العليا، ويجوز له أن يرأس أي دائرة من دوائرها، أو أي هيئة قضائية في أي دائرة من الدوائر.
3. توجيه منشورات قضائية عامة لكافة قضاة المحاكم بالملاحظات المستخلصة من خلال التدقيق في القضايا المنظورة أمام المحكمة العليا، وإصدار التوجيهات والقرارات الملزمة لجميع المحاكم.
4. التحضير والدعوة لانعقاد دورات الجمعية العمومية لمحكمة العليا وترؤس اجتماعاتها.
5. ‌رفع المقترحات والتصورات لدورات الجمعية العمومية للمحكمة العليا ولمجلس القضاء الأعلى بشان تقييم النشاط القضائي للمحاكم.
6. منح الإجازات وفقا لأحكام هذا القانون لقضاة وموظفي المحكمة العليا.
7. ‌اتخاذ إجراءات مسالة موظفي المحكمة العليا تجاه المخالفات التي ترتكب منهم إخلالا بواجبات وظيفتهم.

مع مراعاة أنة إذا تعذر على رئيس المحكمة العليا مزاولة مهامه وصلاحياته لأي سبب من الأسباب كحالة الغياب وغيره فأنة في هذه الحالة ينوب عنه النائب الأول وفي حالة غياب النائب الأول يحل محله اقدم النواب.

## دوائر المحكمة العليـا
1. الدائرة الدستورية.
2. الدائرة المدنية.
3. الدائرة التجارية.
4. الدائرة الجزائية.
5. دائرة الأحوال الشخصية.
6. الدائرة الإدارية.
7. الدائرة العسكرية.
8. دائرة فحص الطعون.

ويتم تشكيل الدوائر في المحكمة العليا بقرار يصدر من مجلس القضاء الأعلى بعد التشاور مع وزير العدل ورئيس المحكمة العليا.

### تكوين الدوائر
تتألف هيئة الحكم في كل دائرة من دوائر المحكمة العليا من خمسة قضاة عـدا الدائرة الدستورية فتؤلف من سبعة قضاة، وتصـدر الأحكام والقرارات بالأغلبية المطلقة.

#### اختصاصات الدائرة الدستورية
1. الرقابة على دستورية القوانين واللوائح والأنظمة والقرارات، وذلك بطريق الفصل في الطعون التي ترفع إليها بعدم دستورية القوانين واللوائح، والأنظمة والقرارات سواء عن طريق الدعوى المبتدأة أو الدفع.
2. الفصل في الطعون الانتخابية.
3. محاكمة المتهمين من شاغلي وظائف السلطات العليا.

#### اختصاصات الدائرة المدنية
1. الطعن بطريق النقض في الأحكام النهائية والمكتسبة للدرجة القطعية والقرارات الصادرة في القضايا المدنية وفي القضايا الأخرى غير الجزائية والتجارية والأحوال الشخصية والإدارية.
2. تنازع الاختصاص بين جهات القضاء إيجابا كان أم سلبا.
3. نقل الدعاوى في القضايا المدنية، وفقا لقانون المرافعات.
4. الطلبات الأخرى الداخلة في اختصاصها وفقا للقانون.

#### اختصاصات الدائرة الجزائية
1. الطعن بطريق النقض في الأحكام والقرارات الصادرة في القضايا الجنائية.
2. نقل الدعاوى في القضايا الجنائية.
3. الطلبات الأخرى الداخلة في اختصاصها وفقا للقانون.

#### اختصاصات الدائرة التجارية والمالية
1. الطعن بطريق النقض في الأحكام والقرارات الصادرة في القضايا التجارية والمالية.
2. نقل الدعاوى في القضايا التجارية والمالية.
3. الطلبات الأخرى الداخلة في اختصاصها وفقا للقانون.

#### اختصاصات دائرة الأحوال الشخصية
1. الطعن بطريق النقض في الأحكام والقرارات الصادرة في قضايا الأحوال الشخصية.
2. نقل الدعاوى في قضايا الأحوال الشخصية.
3. الطلبات الأخرى الداخلة في اختصاصها وفقا للقانون.

#### اختصاصات الدائرة الإدارية
1. الطعن بطريق النقض في الأحكام والقرارات الصادرة في القضايا الإدارية.
2. نقل الدعاوى في القضايا الإدارية.
3. الطلبات الأخرى الداخلة في اختصاصها وفقا للقانون.

#### اختصاصات الدائرة العسكرية
1. الطعن بطريق النقض في الأحكام النهائية والمكتسبة للدرجة القطعية والقرارات الصادرة في القضايا العسكرية.
2. نقل الدعاوى في الجرائم العسكرية.
3. الطلبات الأخرى الداخلة في اختصاصها وفقا للقانون.

#### اختصاصات دائرة فحص الطعون
1. الفصل في الطعون المقدمة من حيث الشكل واستيفاء الشروط المطلوبة قانونا.

## الاستقلال المالي للمحكمة العليا
يكون للمحكمة العليا ميزانية مستقلة، وإدارة للشئون المالية والإدارية تتولى المهام الإدارية والمالية للمحكمة العليا تحت إشراف رئيس المحكمة، وفقاً لأحكام القانون المالي وقواعد تنفيذ الميزانية.